# El Greco (album Vangelisa)
El Greco – studyjny album Vangelisa wydany w 1998. Płyta jest hołdem złożonym malarzowi El Greco.
Utwór „Movement VII” został użyty w grze Heroes of Might and Magic: In the Wake of Gods.

## Lista utworów
Movements:
1. I (10:04)
2. II (5:20)
3. III (6:48)
4. IV (6:26)
5. V (4:26)
6. VI (7:54)
7. VII (3:20)
8. VIII (9:46)
9. IX (11:54)
10. X (Epilogue) (7:04)

- Vangelis - kompozycja, aranżacja, produkcja i wykonanie
- Montserrat Caballé - sopran
- Konstantinos Paliatsaras - tenor